# On Court Tennis
On Court Tennis is een videospel voor de platforms Commodore 64. Het spel werd uitgebracht in 1984. 